# 黙秘 (映画)
『黙秘』（もくひ、原題：Dolores Claiborne）は、1995年のアメリカ合衆国のサスペンス映画。原作はスティーヴン・キングの小説『ドロレス・クレイボーン』。監督はテイラー・ハックフォード、出演は キャシー・ベイツとジェニファー・ジェイソン・リーなど。

## ストーリー
ニューヨークでジャーナリストとして働くセリーナは、故郷メイン州の小島で暮らす母ドロレス・クレイボーンが、メイドとして仕えていた富豪のヴェラ・ドノヴァンを殺害した容疑で逮捕された事を知り、故郷に帰る。
ドロレスと久々に会い、事件の真相を聞き出そうとするセリーナであったが、ドロレスは無実を主張する一方で、詳細については一切黙秘する。
その真相は20年前のある日食の夜まで遡る。ドロレスは暴力を振るう夫ジョーを殺害した過去があったのだ。そして、セリーナはその事件と今回の事件の真相を知る。

## キャスト
| 役名                           | 俳優                           | 日本語吹き替え | 日本語吹き替え |
| 役名                           | 俳優                           | ソフト版       | テレビ東京版   |
| ------------------------------ | ------------------------------ | -------------- | -------------- |
| ドロレス・クレイボーン         | キャシー・ベイツ               | 谷育子         | 小宮和枝       |
| セリーナ・セント・ジョージ     | ジェニファー・ジェイソン・リー | 田中敦子       | 紗ゆり         |
| ヴェラ・ドノヴァン             | ジュディ・パーフィット         | 沢田敏子       | 翠準子         |
| ジョン・マッケイ警部           | クリストファー・プラマー       | 阪脩           | 家弓家正       |
| ジョー・セント・ジョージ       | デヴィッド・ストラザーン       | 手塚秀彰       | 千田光男       |
| フランク・スタムショー保安官補 | ジョン・C・ライリー            | 喜多川拓郎     | 大川透         |
| ピーター                       | エリック・ボゴシアン           | 小室正幸       |                |
| 少女時代のセリーナ             | エレン・ミュース               | 林玉緒         | 岡村明美       |
| ピーズ                         | ボブ・ガントン                 | 伊藤和晃       |                |

- ソフト版その他、堀部隆一、緒方愛香、幹本雄之、叶木翔子、棚田恵美子、喜田あゆ美、大黒和広